# 로만 아브라모비치
로만 아르카디예비치 아브라모비치(러시아어: Рома́н Арка́дьевич Абрамо́вич 1966년 10월 24일 ~ )는 소비에트 연방의 사라토프에서 태어난 석유사업 재벌이다. 2005년에는 타임 지가 선정한 올해 가장 영향력 있는 100인에 포함되었으며 2012년에는 121억 달러의 자산으로 포브스 지가 발표한 러시아 부호 순위 9위, 세계 부호 순위 68위에 올랐다. 2015년 영국 일간지 포브스에 따르면 자산이 78억 달러로 크게 감소하였는데 부호순위도 137위로 크게 떨어졌다.

## 일생과 경력
유대계 가정에서 출생하였으며, 모친은 1세 때, 부친은 3세 때 사망하였다. 이후 우흐타에 있는 삼촌과 모스크바에 있는 할머니 집에서 성장하였다. 모스크바로 옮기기 전까지는 식팁카르에서 거주하였다.(현재 러시아 코미 공화국의 수도) 군대에 징집 되기전까지 우흐타의 산업 학교에서 수학하였다. 모스크바 법률 대학교에서 학위를 수여받았다.
로만 아브라모비치는 미하일 고르바초프가 개혁을 진행하던 1980년대 후반 상업적인 활동을 시작하였으며, 마침내 1992년부터 1995년 5개의 정유 및 정유 생산 유통전문회사를 설립하였다. 1995년에 보리스 베레조프스키와 시브네프트를 인수하고 이후 국제유가가 상승하면서 신흥재벌로 부상하였다.
또한 러시아 제1의 석유 회사이자 시베리아 전체의 석유 시추권과 천연가스 개발권을 가지고 있는 기업인 유코스를 합병하였다.
1999년에 러시아에서 가장 가난한 축치 자치구를 대표하는 의회의원으로 선출되었으며, 2000년 12월에 축치 자치구 주지사에 당선되었다. 이후 그는 학교, 병원, 유치원 등에 수억 파운드의 투자를 하였다. 아브라모비치는 주지사로 너무 많은 돈이 든다며 이후 출마를 고사했으나, 블라디미르 푸틴에 의해 2005년 10월에 축치 자치구 주지사로 재선임되었다.
2003년 잉글랜드 프리미어리그 첼시 FC의 구단주가 되었으며, 거스 히딩크 감독을 러시아 축구 국가대표팀 감독으로 영입하는 데도 영향력을 미쳤다. 2번 결혼을 하였으나 모두 이혼하였다. 두 번째 부인인 이리나와는 2007년 3월 3억 달러의 위자료를 지급하고 이혼하였다. 2008년 10월 22일에 축치 자치구의 의회의장으로 선출되었다.
2008년, 로만 아브라모비치는 세계 금융 위기의 여파로 큰 손실을 입었는데 233억 달러에 달하던 재산이 33억으로 줄었고 그가 소유하던 호화 요트까지 매각했다.

## 같이 보기
- 축치 자치구 - 로만 아브라모비치가 주지사를 지냈던 러시아의 자치구